# Canción de cuna / Canto al trabajo voluntario
Canción de cuna / Canto al trabajo voluntario es un sencillo del cantautor chileno Osvaldo Rodríguez, lanzado en 1973 bajo el sello discográfico DICAP, antes que éste partiera al exilio al extranjero, producto del Golpe de Estado en Chile de 1973 y posterior inicio de la dictadura militar.
Los arreglos musicales fueron realizados por Patricio Castillo, quien fue miembro de Quilapayún y Amerindios.

## Lista de canciones
Toda la música compuesta por Osvaldo Rodríguez. 
| Lado A |                   |          |  |
| N.º    | Título            | Duración |  |
| 1.     | «Canción de cuna» |          |  |

| Lado B |                               |          |  |
| N.º    | Título                        | Duración |  |
| 2.     | «Canto al trabajo voluntario» |          |  |

## Créditos
- Osvaldo Rodríguez: intérprete
- Patricio Castillo: arreglos musicales